# Horne Efterskole
Horne Efterskole er en efterskole i Horne, der har eksisteret under dette navn siden 2007.Skolen bygger på et kulturåbent værdigrundlag, og har ca 140 elever.

## Historie
Horne Efterskole blev i 1891 startet som højskole på initiativ fra Indre Mission. Indre Mission så dengang et behov for at udvikle og uddanne tyndtbefolkede områder og rejste derfor kapital blandt lokalbefolkningen til at etablere en højskole i Horne. Fra 1954 blev højskolen udvidet med efterskole og i 1967 blev højskoledelen nedlagt og skolen videreført som Horne Ungdomshøjskole under efterskoleloven. Samtidig blev repræsentantskabet udvidet til at omfatte KFUM og FDF. 1970 blev aldersgrænsen for højskoler 18 år, og Horne kunne ikke længere kalde sig ungdomshøjskole, men blev til "Horne - Ungdomsskole for 16-18 årige". Derfra ændredes navn til Horne Ungdomsskole og først i 2007 fik skolen sit nuværende navn.  Mogens Dalager Jensen har været forstander siden 2003. 